# Luke Hobson
Luke Hobson (* 25. Juni 2003 in Reno, Nevada) ist ein Schwimmer aus den Vereinigten Staaten. Er gewann bei Olympischen Spielen je eine Silber- und Bronzemedaille. Bei Weltmeisterschaften erschwamm er bis 2024 einmal Gold, einmal Silber und viermal Bronze auf der 50-Meter-Bahn.

## Sportliche Karriere
Luke Hobson besuchte die High School in Reno und studiert seit 2021 an der University of Texas, für deren Schwimmteam er auch antritt.
Bei den Weltmeisterschaften 2023 in Fukuoka belegte Hobson den fünften Platz über 200 Meter Freistil. Die 4-mal-200-Meter-Freistilstaffel mit Jake Mitchell, Henry McFadden, Baylor Nelson und Drew Kibler schwamm die zweitbeste Vorlaufzeit. Im Finale waren Luke Hobson, Carson Foster, Jake Mitchell und Kieran Smith sechs Sekunden schneller als die Vorlaufstaffel und belegten den zweiten Platz hinter den Briten. Alle sieben Beteiligten des US-Teams erhielten eine Silbermedaille.
Im Februar 2024 bei den Weltmeisterschaften in Doha qualifizierte sich die 4-mal-100-Meter-Freistilstaffel in der Besetzung Hunter Armstrong, Jack Aikins, Luke Hobson und Carson Foster mit der schnellsten Vorlaufzeit. Im Endlauf siegten die Chinesen vor den Italienern, dahinter erreichten Matt King, Shaine Casas, Luke Hobson und Carson Foster als Dritte das Ziel. Über 200 Meter Freistil siegte der Südkoreaner Hwang Sun-woo vor dem Litauer Danas Rapšys; 0,21 Sekunden hinter dem Litauer und 0,07 Sekunden vor dem Deutschen Lukas Märtens schlug Hobson als Dritter an. Eine dritte Bronzemedaille erschwamm Hobson mit der 4-mal-200-Meter-Freistilstaffel. Im Vorlauf waren Luke Hobson, Hunter Armstrong, David Johnston und Shaine Casas die achtschnellste Zeit geschwommen. Im Finale waren Luke Hobson, Carson Foster, Hunter Armstrong und David Johnston siebeneinhalb Sekunden schneller und wurden Dritte hinter Chinesen und Südkoreanern, wobei der Abstand zu den Siegern lediglich 0,24 Sekunden betrug. In der 4-mal-100-Meter-Lagenstaffel schwammen im Vorlauf Jack Aikins, Jake Foster, Shaine Casas und Luke Hobson die schnellste Zeit. Im Finale siegten Hunter Armstrong, Nic Fink, Zach Harting und Matt King. Alle acht Schwimmer erhielten Gold. In seiner fünften Disziplin erschwamm Hobson in Doha seine fünfte Medaille. Im Vorlauf der 4-mal-100-Meter-Mixed-Freistilstaffel hatten Luke Hobson, Jack Aikins, Addison Sauickie und Kayla Han die fünftschnellste Zeit erzielt. Im Finale wurden Hunter Armstrong, Matt King, Claire Curzan und Kate Douglass Dritte hinter den Staffeln aus China und Australien.
Bei den US-Olympiaausscheidungen 2024 qualifizierte sich Luke Hobson als Zweiter über 200 Meter Freistil. In Paris bei den Olympischen Spielen 2024 erreichte Hobson über 200 Meter Freistil das Finale mit der drittschnellsten Halbfinalzeit. Im Endlauf siegte der Rumäne David Popovici mit 0,02 Sekunden Vorsprung vor dem Briten Matthew Richards, 0,05 Sekunden dahinter schlug Hobson als Dritter an mit seinerseits 0,08 Sekunden Vorsprung auf den Viertplatzierten. Die 4-mal-200-Meter-Freistilstaffel mit Drew Kibler, Brooks Curry, Blake Pieroni und Chris Guiliano erreichte das Finale mit der zweitschnellsten Vorlaufzeit. Im Endlauf waren Luke Hobson, Carson Foster, Drew Kibler und Kieran Smith fast fünf Sekunden schneller als die Vorlaufstaffel und schlugen als Zweite nach den Briten an.